# Tonie Mudde
Tonie Mudde (1978) is een Nederlands schrijvend journalist. 
Hij studeerde lucht- en ruimtevaarttechniek aan de TU Delft en schreef daar voor Universiteitskrant Delta. Na zijn studie werd hij redacteur en columnist voor het populair wetenschappelijke tijdschrift Quest. Daarnaast publiceerde hij in onder andere De Groene Amsterdammer, NRC Handelsblad en literaire tijdschriften als Passionate en De Brakke Hond.
Mudde won een aantal prijzen, waaronder De Tegel 2008 (jaarprijs voor de journalistiek) en de Volkskrant Columnistenwedstrijd 2002.